# Tillandsia maculata
Tillandsia maculata är en gräsväxtart som beskrevs av Hipólito Ruiz López och Pav.. Tillandsia maculata ingår i släktet Tillandsia och familjen Bromeliaceae. Inga underarter finns listade i Catalogue of Life.